# Pretty Good Privacy
Pretty Good Privacy (PGP) – narzędzie służące do szyfrowania, odszyfrowywania i uwierzytelniania między innymi poczty elektronicznej, plików, katalogów oraz partycji dyskowych.

## Historia
Projekt PGP został zapoczątkowany w 1991 przez Philipa Zimmermanna i rozwijany z pomocą społeczności programistów z całego świata.
Wydarzenie to stało się pewnym przełomem – po raz pierwszy zwykły obywatel dostał do ręki narzędzie chroniące prywatność, wobec którego pozostawały bezradne nawet najlepiej wyposażone służby specjalne. Program PGP działał na platformach Unix, DOS i wielu innych, będąc dostępnym całkowicie za darmo, wraz z kodem źródłowym.
Od 1994 roku program był dostępny w polskiej wersji językowej.
Począwszy od wersji 5.0 założona przez Zimmermana firma PGP Inc. zaczęła wydawać PGP na nowej, restrykcyjnej licencji. Prawo bezpłatnego korzystania z PGP ograniczono jedynie do celów niezwiązanych z zarobkiem. Płatna wersja PGP zawierała także szereg dodatkowych funkcji, których nie było w wersji darmowej. Między innymi możliwość tworzenia zaszyfrowanych folderów, szyfrowanie całych dysków, automatyczną integrację z programami pocztowymi. Korporacja PGP oferowała to oprogramowanie dla Windows 2000/XP/Vista oraz Mac OS X. Ponieważ korporacja PGP zaprzestała rozwijania wersji dla systemów uniksowych, a także dlatego, że nowa licencja nie spełniała kryteriów wolnego oprogramowania, społeczność internetowa po określeniu standardu w postaci OpenPGP utworzyła równoważną algorytmicznie z oryginalnym PGP jego niezależną implementację pod nazwą GNU Privacy Guard (GPG).
29 kwietnia 2010 r. PGP zostało przejęte przez firmę Symantec Corporation za ponad 300 milionów dolarów i zintegrowane z działem Enterprise Security Group. Transakcja została sfinalizowana i podana do wiadomości publicznej 7 czerwca 2010 r.

## Możliwości
PGP pozwala szyfrować i deszyfrować przesyłane wiadomości, podpisywać je cyfrowo, weryfikować autentyczność nadawcy (pod warunkiem, że ten także korzysta z PGP) i zarządzać kluczami.
Weryfikacja kluczy opiera się o sieć zaufania (web of trust).
Program w wersji komercyjnej oprócz szyfrowania korespondencji elektronicznej pozwala na tworzenie wirtualnych zaszyfrowanych dysków (Virtual Disk), tworzenie zaszyfrowanych archiwów (PGP Zip) oraz w najnowszej wersji pozwala zaszyfrować folder lub całą fizyczną zawartość dysku twardego (PGP Whole Disk). Pozwala również w sposób bezpieczny usuwać zawartość plików z dysków. Wersja ta udostępnia również możliwość przechowywania klucza prywatnego na zewnętrznym kluczu sprzętowym, co pozwala na zwiększenie bezpieczeństwa.
Dla większych jednolitych środowisk firma PGP Corp. udostępnia systemy centralnego zarządzania polityką bezpieczeństwa – PGP Universal.

## Wersje programu
Ze względu na fakt, że algorytm RSA był w USA opatentowany, mógł być na terenie tego państwa używany darmowo tylko do celów niekomercyjnych pod warunkiem, że wykorzystywane były tylko oryginalne procedury zawarte w bibliotece RSAREF. Dlatego też powstały trzy wersje PGP:
- Wersja przeznaczona do celów komercyjnych, sprzedawana przez przedsiębiorstwo PGP Corporation, która może wykorzystywać algorytm RSA. Firma ta kontynuuje działalność firmy PGP założonej przez autora programu.
- Wersja niekomercyjna, początkowo była przeznaczona do użytku na terytorium Stanów Zjednoczonych. Obecnie, po zniesieniu restrykcji eksportowych przez USA jest powszechnie dostępna, wykorzystuje procedury z RSASEF.
- Wersja międzynarodowa, ponieważ patent RSA obowiązywał tylko w USA, poza ich granicą PGP oparty jest na autorskich procedurach Philipa Zimmermanna. Wersję międzynarodową utworzono w Europie, skanując jego algorytm opublikowany w legalnie wydanej w USA i legalnie ze Stanów wywiezionej książce. Filip Zimmermann, nie chcąc się narazić w Stanach Zjednoczonych na represje z powodu eksportu zakazanego oprogramowania, ograniczył się do wydania oświadczenia, że aczkolwiek w procesie umiędzynarodowienia swojego oprogramowania nie brał udziału, to może potwierdzić, że międzynarodowe PGP jest identyczne z jego systemem. Używanie tej wersji w Stanach Zjednoczonych było nielegalne.

## Dostępność
Istnieje wiele odmian i nakładek na PGP. Istnieje także wiele wtyczek pozwalających skonfigurować niemal każdy program pocztowy do współpracy z PGP. Pierwowzorem tego oprogramowania i zarazem najpopularniejszym produktem tego typu jest oprogramowanie firmy PGP Corporation. Firma według zaleceń autora PGP rozprowadza produkt w podstawowej wersji bezpłatnie (wersja testowa PGP Desktop po 30 dniach staje się wersją bezpłatną do użytku domowego). Wersja bezpłatna jest równoważna funkcjonalnie dawnym wersjom publicznym, natomiast wszystkie nowe możliwości programu po upłynięciu 30-dniowego okresu testowego są dostępne tylko w wersji komercyjnej.

## Status wlatach 2002-2010
W sierpniu 2002, kilku byłych członków PGP utworzyło nową firmę, PGP Corporation, i wykupiło aktywa PGP od Network Associates (z pominięciem wersji „commandline”). Nową firmę sfinansował Rob Theis z Doll Capital Management (DCM) oraz Terry Garnett z Venrock Associates. PGP Corporation wspierała istniejących użytkowników PGP oraz uznawała kontrakty NAI dotyczące wsparcia dotychczasowych użytkowników.
W roku 2003 PGP Corporation stworzyła nowy produkt serwerowy o nazwie PGP Universal. W połowie roku 2004 wydała własną wersję produktu do obsługi PGP z linii poleceń – PGP Command Line, który integruje się z innymi platformami i programami do szyfrowania PGP.
W 2004 PGP Corporation przejęła niemiecką firmę programistyczną Glück & Kanja Technology AG, która później stała się PGP Deutschland AG.
W 2010 wraz ze swoją firmą nadrzędną ChosenSecurity przejęty został weryfikator certyfikatów z siedzibą w Hamburgu – TC TrustCenter. Zostało z niego utworzone PGP TrustCenter division.
Od czasu przejęcia w 2002 roku od NAI aktywów PGP, PGP Corporation oferowała wsparcie techniczne dla produktów PGP z biur w Draper (Utah), Offenbach (Niemcy) oraz Tokio (Japonia).
29 kwietnia 2010 Symantec Corp. ogłosił zamiar kupna PGP za 300 milonów dolarów z zamiarem jego integracji z Enterprise Security Group. Zostało to sfinalizowane i ogłoszone do publicznej wiadomości 7 czerwca 2010. Kod źródłowy PGP Desktop 10 jest dostępny do publicznego wglądu i oceny.